# Arcy-sur-Cure
Arcy-sur-Cure este o comună în departamentul Yonne, Franța. În 2009 avea o populație de 510 de locuitori.

## Evoluția populației
| An        | 1975 | 1982 | 1990 | 1999 | 2006 | 2009 |
| --------- | ---- | ---- | ---- | ---- | ---- | ---- |
| Populație | 509  | 527  | 503  | 449  | 502  | 510  |